# Joseph Perumthottam
Joseph Perumthottam (ur. 5 lipca 1948 w Punnathura) – indyjski duchowny syromalabarski, w latach 2007-2024 arcybiskup Changanacherry.

## Życiorys
Święcenia kapłańskie przyjął 18 grudnia 1974 i został inkardynowany do archieparchii Changanacherry. W latach 1983–1989 doktoryzował się z historii Kościoła na rzymskim Papieskim Uniwersytecie Gregoriańskim. Był m.in. dyrektorem eparchialnego wydziału katechetycznego, a także profesorem seminarium w Vadavathoor i dyrektorem instytutu teologicznego dla świeckich.
24 kwietnia 2002 został mianowany przez papieża Jana Pawła II biskupem pomocniczym Changanacherry i biskupem tytularnym Thucca in Numidia. Sakry udzielił mu 20 maja 2002 abp Joseph Powathil. Prekonizowany 22 stycznia 2007 archieparchą Changanacherry, objął urząd 19 marca 2007. 30 sierpnia 2024 papież Franciszek zatwierdził jego rezygnację z urzędu archieparchy Changanacherry. 